# Tahith Chong
Tahith Jose Girigorio Djorkaef Chong (* 4. Dezember 1999 in Willemstad, Curaçao, Niederländische Antillen) ist ein niederländischer Fußballspieler, der seit 2023 bei Luton Town unter Vertrag steht.

## Karriere

### Vereine

#### Jugend in Rotterdam und Manchester
Chong begann im Alter von 10 Jahren in der Jugendabteilung von Feyenoord Rotterdam mit dem Fußballspielen und hatte bereits im Alter von 16 Jahren bei mehreren Clubs der Premier League Interesse geweckt. Im September 2014 von Scouts von Manchester United entdeckt, wurde er zur Saison 2016/17 verpflichtet. Chong spielte in seiner ersten Saison 14-mal für die U18 in der U18-Premier-League und erzielte 3 Tore. In der Saison 2017/18 folgten 6 weitere Einsätze in der U18 (4 Tore) sowie 2 Einsätze für die U19 in der UEFA Youth League. Zudem spielte der Flügelspieler ab Januar 2018 bereits 8-mal für die U23 in der Premier League 2, wobei er 3 Tore erzielte.

#### Erste Profierfahrung
Im Juli 2018 wurde er während eines Vorbereitungsturniers in den USA von José Mourinho in die erste Mannschaft berufen. Er kam dabei zu Einsätzen in Testspielen u. a. gegen den FC Liverpool und den FC Bayern München. Am 23. Oktober 2018 gehörte er im zweiten Spiel der Gruppe H, bei der 0:1-Champions-League-Niederlage seines Teams gegen Juventus Turin, zum ersten Mal dem Kader an. Nach der Ernennung von Ole Gunnar Solskjær zum neuen Cheftrainer des Vereins, gehörte er am 2. Januar 2019 (21. Spieltag) beim 2:0-Sieg im Auswärtsspiel gegen Newcastle United erstmals dem Kader der ersten Mannschaft in der Premier League an. Drei Tage später debütierte er im Profifußball, als er beim 2:0-Drittrundensieg im FA Cup gegen den FC Reading im Laufe der zweiten Halbzeit eingewechselt wurde. Im März 2019 folgte sein Premier-League-Debüt. In der Spielzeit 2018/19 kam der Flügelspieler für die Profimannschaft 2-mal in der Premier League, einmal in der Champions League und einmal im FA Cup stets als Einwechselspieler zum Einsatz. Darüber hinaus spielte er 17-mal (alle Einsätze von Beginn) für die U23 (6 Tore) und 6-mal (2 Tore) für die U19 in der UEFA Youth League.
Auch in der Saison 2019/20 gehörte Chong dem Profikader von Ole Gunnar Solskjær an. Er absolvierte in der Premier League jedoch nur 3 Spiele als Einwechselspieler. Dazu kamen 2 weitere Einsätze im FA Cup (einmal von Beginn), eine Startelfnominierung im EFL Cup und 6 Einsätze (2-mal von Beginn) in der Europa League. Der Niederländer spielte daneben 6-mal für die U23 und erzielte 5 Tore. Im März 2020 verlängerte Chong seinen Vertrag bis zum 30. Juni 2022.
Zur Saison 2023/24 wechselte er zum Premier-League Aufsteiger Luton Town.

#### Leihstationen
Zur Saison 2020/21 wechselte Chong für ein Jahr auf Leihbasis in die Bundesliga zu Werder Bremen. Unter Florian Kohfeldt konnte sich der Niederländer jedoch nicht durchsetzen und kam bis zum 19. Spieltag zu 13 Bundesligaeinsätzen (4-mal von Beginn). Seinen einzigen Treffer erzielte Chong bei seinem Debüt in der ersten Runde des DFB-Pokals gegen den Regionalligisten FC Carl Zeiss Jena.
Aus diesem Grund wurde die Leihe Ende Januar 2021 vorzeitig beendet und Chong bis zum Saisonende an den belgischen Erstligisten FC Brügge weiterverliehen. Chong bestritt 10 von 16 möglichen Ligaspielen für Brügge sowie drei Pokalspiele, in denen er ein Tor schoss.
Zur Sommervorbereitung 2021 kehrte Chong zunächst zu Manchester United zurück, wechselte aber kurze Zeit später für die Saison 2021/22 auf Leihbasis zum Zweitligisten Birmingham City. Nach Ende der Leihe wechselte Chong permanent zu Birmingham City und unterschrieb dabei einen 4-jahres Vertrag.

### Nationalmannschaft
Nachdem er von 2014 an in den Nachwuchsnationalmannschaften der Niederlande zu Einsätzen gekommen war, debütierte er am 16. November 2018 in der U21-Nationalmannschaft, die das in Offenbach ausgetragene Testspiel gegen die U21-Nationalmannschaft Deutschlands mit 0:3 verlor.

## Erfolge
- Belgischer Meister: 2020/21 (FC Brügge)